# خوش‌خوان کاکل‌نارنجی
خوش‌خوان کاکل‌نارنجی (نام علمی: Euphonia saturata) نام یک گونه از سرده سهره‌های خوش‌خوان است.